# Robert Jackson Bennett
Robert Jackson Bennett (Baton Rouge, Louisiana, 1984 –) amerikai író.

## Élete és pályafutása
Texasban nőtt fel, majd a Texasi Egyetemen tanult. 2010-ben jelent meg első regénye, a Mr. Shivers, ami elnyerte a Shirley Jackson- és Sydney J. Bounds-díjakat. Második könyvét, a 2011-ben megjelent The Company Mant Edgar-díjjal tüntették ki, illetve Philip K. Dick-különdíjat kapott. Harmadik regénye, a The Troupe 2012-ben jelent meg. Negyedik könyve 2013-ban American Elsewhere (Horzsolások) címmel látott napvilágot, amiért egy újabb Shirley Jackson-díjat kapott. Bennett zsigeri érzékét a horrorhoz Stephen King és Ray Bradbury munkásságához hasonlítják. Ötödik regénye 2014-ben City of Stairs címmel jelent meg. Feleségével és fiával a texasi Austinban él.

## Regényei
- 2010: Mr. Shivers
- 2011: The Company Man
- 2012: The Troupe
- 2013: American Elsewhere (magyarul: Horzsolások, Agave Könyvek, 2015)
- 2014: City of Stairs (magyarul: Lépcsők városa, Agave Könyvek, 2016)

## Magyarul
- Horzsolások; ford. Huszár András; Agave Könyvek, Bp., 2015
- Lépcsők városa; ford. Huszár András; Agave Könyvek, Bp., 2016
- Csodák városa; ford. Benkő Ferenc; Agave Könyvek, Bp., 2017
- Pengék városa; ford. Huszár András; Agave Könyvek, Bp., 2017

## Díjai
- 2010: Shirley Jackson-díj
- 2011: Philip K. Dick-díj
- 2011: Sydney J. Bounds-díj
- 2012: Edgar-díj
- 2013: Shirley Jackson-díj

## Interjúk
- A valóság sokkal mocskosabb lett Amerikában, mint amiről álmodtunk Archiválva 2015. október 16-i dátummal a Wayback Machine-ben, KönyvesBlog, 2015. március 14.
- A jó főhős az író számára kiszámíthatatlan, Metropol, 2015. március 17.